# Szent György hegy
Szent György hegy este o arie protejată (arie specială de conservare — SAC, sit de importanță comunitară — SCI) din Ungaria întinsă pe o suprafață de 72,07 ha, integral pe uscat.

## Localizare
Centrul sitului Szent György hegy este situat la coordonatele 46°50′34″N 17°26′50″E / 46.842778°N 17.447222°E.

## Înființare
Situl Szent György hegy a fost declarat sit de importanță comunitară în mai 2004 pentru a proteja 1 specie de plante și 2 specii de animale. Situl a fost protejat și ca arie specială de conservare în februarie 2010.

## Biodiversitate
Situată în ecoregiunea panonică, aria protejată conține 8 habitate naturale: Roci stâncoase cu vegetație pionieră de Sedo-Scleranthion sau Sedo albi-Veronicion dillenii, Păduri panonice cu Quercus pubescens, Păduri panonice-balcanice de stejar turcesc - stejar sesil, Grohotișuri silicioase medio-europene, la altitudine înaltă, Pajiști stepice subpanonice, Păduri pe pante, grohotișuri și ravene de Tilio-Acerion, Pante stâncoase silicioase cu vegetație casmofită, Pajiști panonice carstice (Stipo-Festucetalia pallentis).
La baza desemnării sitului se află mai multe specii protejate:
- plante (1): Dianthus lumnitzeri
- nevertebrate (2): croitorul mare al stejarului (Cerambyx cerdo), rădașcă (Lucanus cervus)

Pe lângă speciile protejate, pe teritoriul sitului au mai fost identificate 1 specie de plante, 1 specie de nevertebrate.